# La Vesseyre
La Vesseyre est un sommet d'origine volcanique culminant à 1 279 m d'altitude dans le département français de la Haute-Loire.

## Géographie

### Situation
La Vesseyre est située dans le massif du Devès au sein du Massif central, dans la commune de Bains.

### Hydrographie
Le lac de l’Œuf se situe sur le versant sud-ouest à 1 200 m d'altitude. Il s'agit d'un ancien lac de cratère de type maar qui s'est formé à la suite d'une explosion volcanique. Au fil du temps, il a évolué pour devenir une tourbière. Il s'étend sur 2 hectares et arbore une silhouette ovoïde, ce qui explique son nom. Il abrite la Linaigrette à feuilles étroites, le Comaret des marais ainsi que le Trèfle d'eau.